# 96Boards
96Boards — набор спецификаций для создания недорогих материнских плат на базе ARM Cortex-A и Cortex-M. Предполагается что стандартизация слотов расширения поспособствует созданию экосистемы производителей систем ввода-вывода, дисплеев и другой периферии, совместимой с любой платой этого стандарта. Рабочая группа для создания, поддержки и продвижения этого стандарта создана в 2015 году на базе Linaro. На конец 2016 года были опубликованы следующие спецификации:
- Consumer Edition (CE) ориентированный на потребительские устройства (мобильные телефоны, и т. п.): 85x54x12 мм (либо 85x100x12 мм полноразмерная); минимум 0,5Гб RAM, MicroSDHC, 802.11g/n и BLE, USB, 2 слота расширения
- Enterprise Edition (EE) ориентированный на сетевое оборудование и сервера: 160×120 мм (либо microATX версия); минимум 1Гб RAM, RS-232, 2xUSB, RJ-45
- IoT Edition (IE) ориентированный на IoT-устройства: 60x30x9 мм (либо 85x54x12 расширенная); минимум 2 microUSB или type-C разъёма